# Jacques Louis Dornier
Jacques-Louis Dornier, né le 13 février 1774 à Rueil-Malmaison dans les Hauts-de-Seine et mort le 3 mars 1814 à Laubressel, dans l'Aube, est un général français de la Révolution et de l’Empire.

## Biographie

### De l'enfant de troupe au capitaine
Fils d’un militaire suisse, il est tout d'abord enfant de troupe aux gardes suisses en 1778. Il passe ensuite comme caporal au 3e bataillon de la République le 17 octobre 1792 et est nommé sergent le 3 novembre. Le 14 septembre 1793, il est blessé lors de la bataille de Pirmasens, puis est nommé sergent-major le 14 février 1795. Sous-lieutenant en 1800, il entre dans le régiment des grenadiers de la Garde consulaire où il est promu lieutenant en 1801. Le 2 mai 1803, il est capitaine adjudant-major à l’école militaire de Saint-Cyr. 

### Sous l'Empire
Chef de bataillon le 13 avril 1807, Dornier est affecté au 43e régiment d’infanterie le 28 octobre 1808 et participe aux campagnes de 1808 à 1812 aux armées d’Espagne et de Portugal. Il se distingue au cours de la prise du pont d’Alenquer et à Arroyo-del-Porco. Le 22 mars 1809, il rejoint le 15e régiment d’infanterie légère et est fait chevalier de la Légion d’honneur en 1810. Il est nommé major le 1er juin 1811.
Il est promu colonel le 2 juillet 1813 au 26e régiment d’infanterie légère et fait la campagne d'Allemagne à la tête de ce régiment. Après avoir été blessé lors de la bataille de Leipzig, Dornier est fait officier de la Légion d’honneur le 19 novembre 1813 et enfin général de brigade le 25 février 1814, avec le commandement de la 1re brigade de la 1re division du 2e corps d’armée sous Gérard. Il est tué au combat du pont de la Guillotière à Laubressel, près de Troyes, le 3 mars 1814.

## Sources
- (en) « Generals Who Served in the French Army during the Period 1789 - 1814: Eberle to Exelmans »
- Thierry Pouliquen, « Les généraux français et étrangers ayant servis [sic] dans la Grande Armée » (consulté le 9 septembre 2013)
- Georges Six, Dictionnaire biographique des généraux & amiraux français de la Révolution et de l'Empire (1792-1814) Paris : Librairie G. Saffroy, 1934, 2 vol.
- (pl) « Napoléon.org.pl »
- Galeries historiques du Palais de Versailles, tome VI, 1840, 468 p. (lire en ligne), p. 71